# 斯拉夫多神教

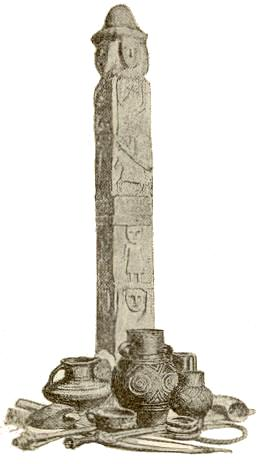
1848年于斯洛文尼亚发现的兹布鲁赫图腾柱

斯拉夫多神教（俄语：Славянский многобожие），是斯拉夫人在信仰基督教之前所信奉的宗教，隨著基督教的傳入，斯拉夫多神教漸漸消失，現今只留存在東歐民間神話之中。
斯拉夫異教作為一種世界觀的主要特徵被認為是自然的靈性，對祖先和超自然力量的崇拜，後者持續存在的思想及其對人類生活的參與，發展的低等神話，透過原始魔法影響事物狀態的能力，以及對周圍世界的以人類為中心的感知。

## 研究[1]
有關斯拉夫人神靈和儀式的準確訊息不多，因为羅斯直到九世紀才出現文字。到目前為止，還沒有發現任何當時的古代俄羅斯文獻能夠描述古代斯拉夫人的信仰。大多數古代白樺樹皮字母文件是私人信件、帳單，其内容主要是於貿易。教會文本和民間傳說作品則較不常見。歷史學家研究来源主要是基於拜占庭人、日耳曼人和其他访问羅斯人的记述，以及一些編年史資料中有時會提到儀式。考古發掘中常會發現神像、禮器。異教徒的斯拉夫人很可能沒有寺廟或是木制的宗教建筑没有保存下来，单已知的的宗教儀式是在露天、森林、所謂的寺廟中進行的。

### 《往昔歲月的故事》[2]
《往昔歲月的故事Повесть временных лет》是完整保存的最早的俄羅斯編年史，成书于1110—1118年，是研究古羅斯歷史的主要資料之一。这编年史吸收了大量有关各种历史人物和事件的传说、故事、传说、口传诗歌传统的素材。其中講述了弗拉基米爾王子為了簡化宗教而將其多神偶像置於基輔。

## 斯拉夫多神崇拜[3]
斯拉夫諸神的神明數量眾多且複雜。在接受基督教之前，斯拉夫人的宗教是對大自然的神化（萬物有靈論），加上對個人擬人化部落神的信仰以及對祖先的崇拜。關於原始斯拉夫最高級別神的組成的信息非常有限，因為在基督教化之後，它們被基督教所取代。
已知的斯拉夫神灵分为三个阶层：
- 高级神。这个阶段的神负责解决世界性问题：战争、饥荒、天气、农作物产量等。
- 中位神。中位神是与家庭相关的守护神：手工艺、狩猎、捕鱼、妇女的烦恼和农业。
- 下位神。这个阶段有各种生物。例如，森林守护神，人鱼

### 东斯拉夫多神崇拜
東斯拉夫神話中最高的男性神包括佩倫、斯瓦羅格和斯瓦羅吉奇、達日博格、韋萊斯、霍爾斯、斯特里博格、亞裡洛。
斯特里博格（Дажьбог）。斯特里博格被稱為眾神之父、風之祖父，是斯拉夫最重要的神之一。斯特里博格也被認為擁有凌駕於众神之上的力量。
佩倫（Перун）是雷電之神。 詞的起源尚未確定，從歷史和社會學的角度來看，佩倫崇拜的出現應歸因於印歐人的共同起源。
韋萊斯（Велес ）在編年史中，韋萊斯被描述為「牛神」，牛的繁殖、生育和財富的守護神。在一首斯洛伐克歌曲中，Veles 的意思是「牧羊人」：Veles 在貝特萊姆小屋放羊。
韋萊斯反對佩倫。基輔神殿的神像中沒有韋萊斯的雕像，但他的雕像矗立在波多爾商贸區。在此，研究人員看到了韋萊斯作為貿易守護神的跡象。
隨著時間的推移，牲畜、財富、生育和貿易之神獲得了農業功能。 19 世紀的農民將收割完的田裡剩下的最後玉米穗奉献給沃洛斯。
斯瓦羅格（Сварог）。在東斯拉夫神話中，地火之靈被稱為斯瓦羅日奇（Svarozhich），即天火之神斯瓦羅格的兒子。對斯瓦洛格的崇拜類似古希臘對赫菲斯托斯的崇拜。斯瓦羅格是天火之神，同時也是文化利益的賦予者。根據古老的傳說，斯瓦羅格沉迷於和平，將控制權留給了他的孩子達日博格（太陽神）和斯瓦羅日奇。
達日博格（Дажьбог）。斯拉夫人相信達日博格生活在遙遠的東方，那裡是永恆的夏日之地。每日清晨，他駕著戰車出金宮，繞天空一週。達日博格與古希臘阿波羅比較。有一種假設認為，經常使用的短語“上帝願意”反映了 Dazhbog（古俄語“dai”-“dazh”）這個名字。東斯拉夫語的 Dazhbog 對應於南斯拉夫人中的 Dabog 和 Dajbog 以及西斯拉夫人中的 Dac'bog。
霍爾斯（Хорс）是太陽之神。霍爾斯是接近達日博格的神。他的名字有不同的拼法：Khurs、Kharos、Khors。古代斯拉夫人將陽光視為光明和溫暖的強大給予者，這位神不僅依賴豐收和繁榮，而且還依賴農民的生活。古代阿波羅的名字在一種古代俄語翻譯中被翻譯為“馬”。太陽神馬對斯拉夫人來說是一匹從東方向西橫跨天空的大馬。
霍爾斯（Хорс）是太陽盤之神。霍爾斯是接近達日博格的神。他的名字有不同的拼法：Khurs、Kharos、Khors。古代斯拉夫人將陽光視為光明和溫暖的強大給予者，豐收和繁榮和農民的生活都依赖這位神。古代阿波羅的名字在一種古代俄語翻譯中被翻譯為“馬”。太陽神馬對斯拉夫人來說是一匹從東方向西橫跨天空的大馬。
亞裡羅（Ярило ） ——春季生育之神。關於亞里拉崇拜的第一個想法可以透過語言資料獲得。亞裡洛（Yarilo）這個名字，就像其他帶有詞根yar-（jar-）的詞一樣，與春天的生育力（春天，yary - 春天，烏克蘭語yar - 春天），關於麵包（春天，yarina - 大麥，燕麥）的想法相關聯。 ），關於動物（蝦虎魚 - 春天，明亮）。
女性神包括拉達 (Лада)、萊爾 (Лель) 和莫科申(Мокошь)。
女性生育神拉達和萊爾。拉達和萊利亞這兩個與生育有關的神靈的名字出現在各種古代文字紀念碑中，並且在斯拉夫民間傳說中廣為人知。拉達被尊為婚姻的守護神。與拉達相比，萊爾在斯拉夫人的信仰中佔據了更溫和的地位。人們可以將她視為年輕綠葉女神。
莫科申是一位女性神。莫科申（有多种写法：Мокъшь, Мокоша, Макошь, Макешь, Мокуша, Макуша）是唯一一位其偶像矗立在山頂的女神，與佩倫、霍爾斯、達日博格、斯特里博格、西馬格爾相鄰。莫科甚不僅在東部斯拉夫人中廣為人知，而且在西部和南部斯拉夫人中也廣為人知。關於女巫莫科甚卡的斯洛維尼亞童話故事就證明了這一點。莫科申與下雨、雷暴以及任何惡劣天氣有關。也假設了它與紡紗和編織的聯繫。她被認為是婦女針線的守護神。
西瑪格爾(Симаргл)  植被之神。 《往昔歲月的故事》中在弗拉基米爾王子神殿的神像中提到了西瑪格爾的神像。 Simargl（S'margl、Simargl、Sim-Regl、Sim 和 Rgl、Sim 和 Ergl）的提及很少。 西瑪格爾被认为是種子、芽、植物根之神；芽和綠葉的守護者。斯瑪格爾是天地至高神靈之間的調解者，其外貌為「狗鳥」或獅鷲。西瑪格爾是起源於伊朗的神，從黑海伊朗語民族的宗教體系傳入東斯拉夫神話。

## 祖先崇拜
在長達數世紀的共存歷史中，斯拉夫異教儀式與基督教儀式緊密交織在一起，儘管國家與異教徒進行鬥爭。有些習俗至今仍保留下來：慶祝謝肉節，聖誕節算命。墳墓上供奉食物。每到春分和夏至這天，死者的靈魂可以拜訪後代的家。